# Decimo X Anniversario de Misia: The Tour of Misia 2008 Eighth World + The Best DJ Remixes
Decimo X Anniversario de Misia: The Tour of Misia 2008 Eighth World + The Best DJ Remixes és el quart àlbum de mescles de la cantant japonesa Misia que es va editar el 25 de juny de 2008. L'edició està formada per una combinació de dos discs del DVD del The Tour of Misia 2008 Eighth World i de la compilació de mescles The Best DJ Remixes. The Tour of Misia 2008 Eighth World va ser editat simultàniament com un Blu-ray separat.
Decimo X Aniversario de Misia va debutar a la 10a posició de la llista diària Oricon d'àlbums i a la 15a en la llista setmanal, venent 14.026 còpies durant la primera setmana. És el 450è àlbum amb millors vendes del 2008.

## Llista de cançons
| 1.  | «Everything (Junior + Gomi Remix) (Radio Mix)»                                                        | Junior Vasquez, Gomi        | 5:09 |
| 2.  | «Sweetness (Satoshi Tomiie Remix) (Radio Mix)»                                                        | Satoshi Tomiie              | 4:22 |
| 3.  | «Wasurenai Hibi (Hex Hector Remix) (Radio Mix)»                                                       | Hex Hector                  | 5:33 |
| 4.  | «Yakusoku no Tsubasa (Gomi's Vajra Mix) (Radio Mix)»                                                  | Gomi                        | 6:09 |
| 5.  | «Royal Chocolate Flush (Ichiro 51 Remix)»                                                             | Mega Raiders                | 4:30 |
| 6.  | «Tsutsumikomu Yō ni... (DJ Watarai Remix featuring Muro)»                                             | DJ Watarai                  | 6:00 |
| 7.  | «Nemurenu Yoru wa Kimi no Sei (Joe Claussell Remix) (Album Edit)»                                     | Joaquin "Joe" Claussell     | 4:33 |
| 8.  | «Taiyō ga Iru Kara (Frankie Knuckles Remix) (Radio Classic)» (太陽がいるから Because There's the Sun) | Frankie Knuckles            | 5:31 |
| 9.  | «Melody (Masters At Work Remix) (Radio Mix)»                                                          | Masters At Work             | 4:44 |
| 10. | «Sweet Pain (Francois K. Remix) (Album Edit)»                                                         | Francois Kevorkian          | 4:46 |
| 11. | «Ano Natsu no Mama de (Erick Morillo Remix) (Radio Mix)» (あの夏のままで Just Like That Summer)       | Erick Morillo, Todd Gardner | 4:33 |
| 12. | «To Be in Love (Studio Apartment Remix) (Short Version)»                                              | Studio Apartment            | 6:45 |
| 13. | «The Glory Day (Malawi Rocks Remix) (Radio Mix)»                                                      | Malawi Rocks                | 6:15 |
| 14. | «Never Gonna Cry! (Junior Vasquez Remix) (Radio Mix)»                                                 | Junior Vasquez              | 4:43 |
| 15. | «Yes Forever (Muro's "Promo" Mix)» (Limited edition bonus track)                                      | Muro                        | 4:14 |

| 1.  | «Ishin Denshin» (以心伝心 Telepathy)                                               |  |
| 2.  | «Royal Chocolate Flush»                                                            |  |
| 3.  | «Dance dance»                                                                      |  |
| 4.  | «Missing Autumn»                                                                   |  |
| 5.  | «Sweetness»                                                                        |  |
| 6.  | «Mekubase no Burūsu» (めくばせのブルース Winking Blues)                            |  |
| 7.  | «Hybrid Breaks»                                                                    |  |
| 8.  | «Kimi wa Sōgen ni Nekoronde» (君は草原に寝ころんで You Lay Down On the Grasslands) |  |
| 9.  | «Any Love»                                                                         |  |
| 10. | «Soba ni Ite...» (そばにいて… Stay by My Side)                                     |  |
| 11. | «To Be in Love» (Everything (Junior Vasquez Remix))                                |  |
| 12. | «Color of Life»                                                                    |  |
| 13. | «Into the Light»                                                                   |  |
| 14. | «TYO»                                                                              |  |
| 15. | «Fly Away»                                                                         |  |
| 16. | «Taiyō no Chizu» (太陽の地図 Map of the Sun)                                       |  |
| 17. | «Taiyō no Malaika» (太陽のマライカ Angel of the Sun)                               |  |
| 18. | «Tsutsumikomu Yō ni...»                                                            |  |
| 19. | «Royal Chocolate Flush (Music Video)» (Standard edition bonus track)               |  |

## Llistes

### LlistaOriconde vendes
| Llista                                 | Posició | Vendes |
| -------------------------------------- | ------- | ------ |
| Llista Oricon diària d'àlbums          | 10      | 20.482 |
| Llista Oricon setmanal d'àlbums        | 15      | 20.482 |
| Llista Oricon anual d'àlbums           | 450     | 20.482 |
| Llista Five Music J-pop/K-pop (Taiwan) | 4       |        |
| Llista G-Music J-pop (Taiwan)          | 10      |        |

## Història del llançament
| Regió         | Data            | Segell     | Format |
| ------------- | --------------- | ---------- | ------ |
| Japó          | 25 juny 2008    | BMG Japan  | CD+DVD |
| Hong Kong     | 25 juny 2008    | Sony Music | CD+DVD |
| Taiwan        | 1 agost 2008    | Sony Music | CD+DVD |
| Corea del Sud | 9 setembre 2008 | Sony Music | CD+DVD |